# Resolutie 1618 Veiligheidsraad Verenigde Naties
Resolutie 1618 van de Veiligheidsraad van de Verenigde Naties werd op 4 augustus 2005 unaniem aangenomen door de VN-Veiligheidsraad, en stelde dat de vele terreurdaden in Irak het overgangsproces in dat land niet mochten verstoren.

## Achtergrond
Op 2 augustus 1990 viel Irak zijn zuiderbuur Koeweit binnen en bezette dat land. De Veiligheidsraad veroordeelde de inval diezelfde dag middels resolutie 660, en later kregen de lidstaten carte blanche om Koeweit te bevrijden. Eind februari 1991 was die strijd beslecht en legde Irak zich neer bij alle aangenomen VN-resoluties. Het land werd vervolgens verplicht te ontwapenen door onder meer al zijn massavernietigingswapens te vernietigen. Daaraan werkte Irak echter met grote tegenzin mee, tot grote woede van de Verenigde Staten, die het land daarom in 2003 opnieuw binnenvielen. 
Een door de VN geleide overgangsregering werd in 2004 opgevolgd door een Iraakse. In 2005 werd een nieuwe grondwet aangenomen en vonden verkiezingen plaats, waarna een coalitie werd gevormd. In de tussentijd werd het land echter geplaagd door sektarisch geweld en bleven er vele slachtoffers vallen door de talloze terreuraanslagen.

## Inhoud

### Waarnemingen
De Veiligheidsraad loofde de moed van de Irakezen die ondanks de grote terreurdreiging meewerkten aan de politieke en economische overgang van Irak.

### Handelingen
De Veiligheidsraad veroordeelde ook sterk de (vele) terreuraanvallen die in het land plaatsvonden. Vooral in de voorbije weken waren daarbij honderden doden gevallen. Ook steeg het aantal moorden op en ontvoeringen van buitenlandse diplomaten.
Al dat terrorisme mocht de overgang van het land niet verstoren; zo ook niet de opstelling van een nieuwe grondwet en de volksraadpleging om deze goed te keuren.
Alle lidstaten waren verplicht maatregelen te nemen tegen terrorisme. Vooral Iraks buurlanden werden opgeroepen hiertoe samen te werken.

## Verwante resoluties
- Resolutie 1546 Veiligheidsraad Verenigde Naties (2004)
- Resolutie 1557 Veiligheidsraad Verenigde Naties (2004)
- Resolutie 1619 Veiligheidsraad Verenigde Naties
- Resolutie 1637 Veiligheidsraad Verenigde Naties

Lijst ·  1581 ·  1582 ·  1583 ·  1584 ·  1585 ·  1586 ·  1587 ·  1588 ·  1589 ·  1590 ·  1591 ·  1592 ·  1593 ·  1594 ·  1595 ·  1596 ·  1597 ·  1598 ·  1599 ·  1600 ·  1601 ·  1602 ·  1603 ·  1604 ·  1605 ·  1606 ·  1607 ·  1608 ·  1609 ·  1610 ·  1611 ·  1612 ·  1613 ·  1614 ·  1615 ·  1616 ·  1617 ·  1618 ·  1619 ·  1620 ·  1621 ·  1622 ·  1623 ·  1624 ·  1625 ·  1626 ·  1627 ·  1628 ·  1629 ·  1630 ·  1631 ·  1632 ·  1633 ·  1634 ·  1635 ·  1636 ·  1637 ·  1638 ·  1639 ·  1640 ·  1641 ·  1642 ·  1643 ·  1644 ·  1645 ·  1646 ·  1647 ·  1648 ·  1649 ·  1650 ·  1651